# دونيهيو (تشيلي)
دونيهيو (بالإسبانية: Doñihue)‏ هي بلدية تقع في تشيلي في مقاطعة كاتشبوال.[بحاجة لمصدر] يقدر عدد سكانها بـ 18,764 نسمة ومساحتها 78.2 كم2 وترتفع عن سطح البحر 337 متر.